# Arúmbaro, Tocumbo
Arúmbaro är en ort i Mexiko.   Den ligger i kommunen Tocumbo och delstaten Michoacán de Ocampo, i den centrala delen av landet, 400 km väster om huvudstaden Mexico City. Arúmbaro ligger 1 622 meter över havet och antalet invånare är 161.
Terrängen runt Arúmbaro är huvudsakligen kuperad, men söderut är den platt. Arúmbaro ligger nere i en dal. Runt Arúmbaro är det ganska glesbefolkat, med 50 invånare per kvadratkilometer. Närmaste större samhälle är Cotija de la Paz, 12,1 km väster om Arúmbaro. I omgivningarna runt Arúmbaro växer huvudsakligen savannskog.